# Sciaphilomastax tipularia
Sciaphilomastax tipularia är en insektsart som först beskrevs av Gerstaecker 1889.  Sciaphilomastax tipularia ingår i släktet Sciaphilomastax och familjen Eumastacidae. Inga underarter finns listade i Catalogue of Life.